# Zimone
Zimone (Zimün in piemontese) è un comune italiano di 376 abitanti della provincia di Biella in Piemonte.

## Geografia fisica

### Territorio
Svetta sul crinale collinare sud-orientale della Serra, agli estremi confini del Canavese nord-occidentale, poco distante dal Lago di Viverone e il relativo paese, con il quale confina a est attraverso la località delle Sette Fontane (per via di sette antichi pozzi lungo la via che giunge fino al Lago di Bertignano) e parte dei boschi di Roppolo. A parte questa zona, Zimone non possiede delle frazioni o località decentrate. A sud-ovest invece, Zimone confina con Piverone, quindi i territori boschivi di Magnano ad ovest, e quelli di Cerrione e della Riserva della Bessa verso nord. 

In passato, Zimone apparteneva alla provincia di Vercelli e alla Comunità montana Alta Valle Elvo, confluita nel 2009 nell'unica Comunità montana Valle dell'Elvo, sebbene il torrente scorra a circa 6 km a nord dal paese.

## Origini del nome
Il toponimo potrebbe derivare dall'antico dialettale sumon o simon, ovvero il nome delle antiche corti interne delle abitazioni in collegamento tra di loro. Un'altra ipotesi lo farebbe derivare invece da cimon, ovvero cima, della collina, appunto.

## Storia
I primi documenti del borgo risalgono all'XI secolo, quando, così come il vicino Magnano, Zimone fu infeudato al Capitolo di Sant'Eusebio di Vercelli e, nel 1166, intestato ai nobili Avogadro di Cerrione. Questi lo cedettero ai Dal Pozzo a partire dal XV secolo, che si assoggettarono al Ducato di Savoia. Il piccolo borgo rimase pressoché esente dalle varie battaglie della storia.

### Simboli
Lo stemma e il gonfalone sono stati concessi con decreto del presidente della Repubblica del 15 giugno 1995.
Dieci fasce d'oro e di rosso sono il simbolo della nobile famiglia vercellese degli Avogadro.
Il gonfalone è un drappo partito di bianco e di rosso.

## Monumenti e luoghi d'interesse
- Chiesa parrocchiale di San Giorgio, del XVII secolo, con altare in pietra e oratorio annesso.

L'attuale chiesa parrocchiale di S. Giorgio nasce nel XVIII secolo a seguito della demolizione della chiesa precedente della quale sono rimaste pochissime informazioni.
Si evince dagli scritti che la prima chiesa antica era caratterizzata da un’unica navata con un altare laterale collocato al centro e due cappelle: alla Madonna del Rosario e alla B.V. della Consolazione; la sagrestia, il coro e il campanile erano edificati ma nonostante gli ampliamenti la chiesa risultava piccola, motivo per il quale nel 1721, anno in cui risale il coro, furono avviati i lavori per la costruzione del nuovo edificio che si conclusero nel 1728 mancante di facciata che venne terminata nel 1820. All’interno si possono ammirare: l'altare maggiore in marmo nero e stucchi marmorei che insieme all’altare del SS. Cuore sono opere di maggior pregio; troviamo poi l'altare del rosario in stucco (1754 di Antonio Gallo) e l'altare di S. Nicola, quest’ultimo risalente il XVII secolo come il prezioso armadio che si può ammirare nella sagrestia: un'opera lignea di artigianato.
Il campanile venne invece rifatto dopo la metà del 1700, ma rispetto al progetto originale i lavori si fermarono prima del compimento dell’opera e solo negli anni '60 del XX secolo venne rialzato. A lato della chiesa sorgeva il cimitero che fu poi trasferito completamente fuori dal paese nel 1883.
Dal 1995 le opere all’interno della chiesa sono state restaurate partendo dall'altare di S. Nicola, per cui una serie di interventi sono stati portati avanti con il rifacimento del tetto ed opere di tinteggiatura : i lavori si sono conclusi nel 2013
- Chiesa di San Rocco in via Roma, risale al XVI secolo, oggi sede dell'ecomuseo "Storie di carri e carradori"

Si suppone che la chiesa sia stata eretta a seguito di un voto per una delle pesti che nel secolo tra 1500 e 1600 colpivano quei luoghi. Essa sorge infatti tra le case e le strade come simbolo di protezione. A metà del 1700 passa sotto la cura della confraternita di S. Antonio che la ristruttura più volte fino al raggiungimento di una struttura che presenta la sagrestia e due altari dedicati a sant'Antonio abate e alla Madonna della Mercede
Nel progetto vi era presente un campanile che per mancanza di soldi non fu costruito. Venne eretto per necessità un piccolo alloggio su un angolo del muro di facciata, ancora presente, per la campana che si voleva proteggere dai furti.
La chiesa fu rifinita da un porticato elegante sorretto da colonne in pietra nel 1827-28. La facciata può ancora essere ammirata, mentre dell'interno non rimane molto
- Cappella di San Grato, del XVI secolo, situata sulla collina, recentemente restaurata dopo i bombardamenti nazi-fascisti della seconda guerra mondiale, al cui interno si nascondevano dei partigiani
- Resti della Cella di San Michele di Bellino, in collina, risalente al XII secolo. Recentemente restaurata, è stata suddivisa in 18 alloggi, abitati da altrettante famiglie.

## Società

### Evoluzione demografica
Abitanti censiti

## Cultura

### Eventi
- Festa patronale di San Giorgio, 23 aprile
- Palio rionale di metà luglio
- Cantavino, fiera enogastronomica di metà settembre

## Amministrazione
Di seguito è presentata una tabella relativa alle amministrazioni che si sono succedute in questo comune.
| Periodo          | Periodo          | Primo cittadino         | Partito                      | Carica      | Note  |
| ---------------- | ---------------- | ----------------------- | ---------------------------- | ----------- | ----- |
| 24 aprile 1995   | 20 novembre 1995 | Elena Gregoroni         |                              | Comm. pref. | [ 7 ] |
| 20 novembre 1995 | 18 febbraio 1999 | Rino Furno              | -                            | Sindaco     | [ 7 ] |
| 14 giugno 1999   | 14 giugno 2004   | Carlo Agostino Sarasino | lista civica                 | Sindaco     | [ 7 ] |
| 14 giugno 2004   | 8 giugno 2009    | Carlo Agostino Sarasino | lista civica                 | Sindaco     | [ 7 ] |
| 8 giugno 2009    | 26 maggio 2014   | Piergiorgio Givonetti   | lista civica                 | Sindaco     | [ 7 ] |
| 26 maggio 2014   | in carica        | Piergiorgio Givonetti   | lista civica Per lo sviluppo | Sindaco     | [ 7 ] |